# Ро Андромеди
Ро Андромеди (ρ Андромеди) — зоря яка має позначення Байєра, в північній частині сузір’ї Андромеди. Має видиму візуальну величину +5,19, яка, згідно зі шкалою темного неба Бортла, є достатньо яскравою, щоб її можна було побачити неозброєним оком з більшості місць. Вимірювання паралакса, зроблені під час місії Gaia, обчислили її на відстань близько 162 світлових років (50 парсека). Дрейфує ближче до Сонця з радіальною швидкістю +10 км/с.
Зоряна класифікація цієї зірки — F5IV-V, що демонструє змішані спектральні особливості головної послідовності та субгігантської стадії. Її вік приблизно 1,3 мільярдів років, обхват Сонця в 3,4 рази, і обертається з прогнозованою швидкістю обертання 44 км/с. Зовнішня оболонка випромінює фотосферу приблизно у 18 разів більшу за яскравість Сонця при ефективній температурі 6471 К, що надає їй жовто-білого відтінку зірки F-типу. Рентгенівське випромінювання було виявлено від цієї зірки під час місії EXOSAT.